# Larry Clark
Larry Clark (Tulsa, Oklahoma; 19 de gener de 1943) és un fotògraf i director de cinema nord-americà conegut arreu del món per la seva pel·lícula Kids. La seva obra se centra primordialment en la joventut de l'època i els problemes que tenien amb l'abús de drogues, el sexe i la violència. Va començar treballant amb fotografies en blanc i negre, basant el seu art en els adolescents de les subcultures de l'època (surfers, skaters...).
L'obra de Larry Clark és crua, directa i simple. Tant en les fotografies com en les pel·lícules, l'autor es converteix en un partícip més de la festa. En diverses entrevistes, Clark ha declarat que aquests tòpics van ser viscuts per ell mateix en la seva joventut.

## Biografia
Clark va néixer en Tulsa, Oklahoma, i va aprendre a fotografiar a una edat molt prematura. La seva mare era fotògrafa, i als 13 anys va haver d'ajudar en el negoci familiar. El seu pare treballava per a l'Oficina de Servei al Lector, venia llibres i revistes de porta en porta, i gairebé mai estava a casa.
L'any 1959, Clark va començar a injecter-se amfetamines amb els seus amics.
Va estudiar al Layton School of Art a Milwaukee, Wisconsin, on va tenor professors com Walter S. Sheefer.
El 1964, es va mudar a la ciutat de Nova York per treballar per compte propi, però més tard va ser reclutat per l'exèrcit dels EUA per servir a la Guerra de Vietnam. Les seves experiències allí el van portar a publicar el llibre Tulsa el 1971, un documental fotogràfic que il·lustra els seus amics fent ús i abús de drogues en blanc i negre.
Més tard, ja en 1983, va publicar Teenage Lust, una "autobiografia" del seu passat adolescent a través de les imatges d'altres persones. Incloïa fotos de la seva família, més ús de drogues entre adolescents, imatges gràfiques d'activitat sexual i joves estafadors a Times Square, Nova York.
Clark va construir un assaig fotogràfic titulat La infància perfecta que analitzava l'efecte dels mitjans de comunicació en la cultura juvenil. Les seves fotografies són part de col·leccions públiques en diversos museus d'art, inclosos el Museu Whitney d'Art Americà, el Museu d'Arts Fotogràfiques i el Museu de Belles arts de Boston.
La seva carrera cinematogràfica va començar amb l'adreça del videoclip Solitary Man de Chris Isaak. Després de publicar altres col·leccions fotogràfiques, Clark va conèixer a Harmony Korine a la ciutat de Nova York i li va demanar a Korine que escrivís el guió del seu primer llargmetratge Kids, que va ser llançat amb molta controvèrsia i recepció crítica mixta el 1995.
Clark ha seguit dirigint un gran nombre de pel·lícules independents durant les últimes dècades, entre elles Ken Park, The Smell of Us o Bully.
Malgrat el contingut de la seva obra, Clark va afirmar en una entrevista el 2016 que durant els seus enregistraments es va mantenir sobri, a excepció del rodatge de Marfa Girl, on va utilitzar opiacis per al dolor a causa d'una cirurgia de reemplaçament de genoll doble.

## Crítica
Directors com Gus Van Sant i Martin Scorsese afirmen haver-se inspirat en el treball de Clark, sobretot en la seva primera etapa al món de la fotografia.
Els crítics de pel·lícules que no veuen cap contingut artístic en les obres de Clark, les etiqueten d'obscenes i fins i tot hi ha qui l'acusa de pornografia infantil degut al alt contingut d'escenes de sexe adolescent en les seves pel·lícules. Tot i això, Roger Ebert va ser sempre un gran fan de la seva obra i va donar bones crítiques a les seves pel·lícules.

## Vida personal
Larry Clark està representat per la Simon Lee Gallery a Londres i la Luhring Augustine Gallery a Nova York. Té un fill (Matthew) I una filla (Julianna).

## Premis
Clark ha guanyat premis al Cognac Film Festival du Film Policier (per Another Day in Paradise), al Stockholm Film Festival (per Bully) I al Rome Film Festival (per Marfa Girl). També ha estat nominat per la Palme d'Or (Kids) I el Golden Lyon (Bully).

## Obres

### Pel·lícules
- 1995 - Kids, sobre el comportament sexual dels adolescents i la sida.
- 1998 - Al final del edén ("Another day in paradise"), una història d'un crim, amb James Woods i Melanie Griffith.
- 2001 - Bully, planificació d'un assassinat adolescent, basada en fets reals.
- 2002 - El retorn a les cavernes ("Teenage caveman").
- 2002 - Ken Park, històries d'un grup d'adolescents.
- 2006 - Wassup Rockers, sobre un grup de joves amics patinadors salvadorencs en EE. UU.
- 2006 - Destricted
- 2012 - Marfa Girl, història de dos joves en Marfa, Texas. Amb Adam Mitjà i Mercedes Maxwell
- 2014 - The Smell Of Us, sobre un grup de skaters francesos matant el temps patinant i consumint el que se'ls posi davant.
- 2018 - Marfa Girl 2, sobre una família que @tratar recuperar-se després d'una tragèdia en Marfa, Texas.

### Llibres
- 1971 - Tulsa.
- 1983 - Teenage Lust.
- 1993 - The Perfect Childhood.
- 1999 - Larry Clark.
- 2013 - Uygur Manichaean Texts: Texts, Translations, Commentary.